# Красная Осыпь
Красная Осыпь — поселок в Нейском муниципальном округе Костромской области.

## География
Находится в центральной части Костромской области на расстоянии приблизительно 20 км на север-северо-восток по прямой от города Нея, административного центра округа на правом берегу речки Нельша.

## История
Основан в 1950-х годах при открытии Каменского лесопункта Нейского леспромхоза. Местное название поселка Каменка связано с исчезнувшей деревней приблизительно в 5 км от поселка. До 2021 года поселок входил в состав Кужбальского сельского поселения до его упразднения.

## Население
Постоянное население составляло 224 человек в 2002 году (русские 94 %), 39 в 2022.